# Léon Mathon
Pour les articles homonymes, voir Mathon.
Léon Mathon est un architecte haïtien, né le 1er octobre 1873, décédé le 22 septembre 1954.
Diplômé de l’École d’Architecture de Paris, il rentre en Haïti où il construit dans la première moitié du XXe siècle de nombreuses maisons particulières, dans un style inspiré de l’architecture balnéaire européenne de la fin du XIXe siècle. Léon Mathon est un des plus remarquables architectes haïtiens du « style gingerbread », où l’éclectisme se conjugue aux échos de l’architecture régionaliste. La plupart des édifices de cette période en Haïti sont aujourd'hui en grand danger ou ont disparu.
Avec son confrère Louis Roy, il sera mandaté par le gouvernement et l'archidiocèse de la capitale de diriger et contrôler les travaux de construction de la Cathédrale Notre-Dame-de-l'Assomption de Port-au-Prince.